# Kaiserdom St. Bartholomäus

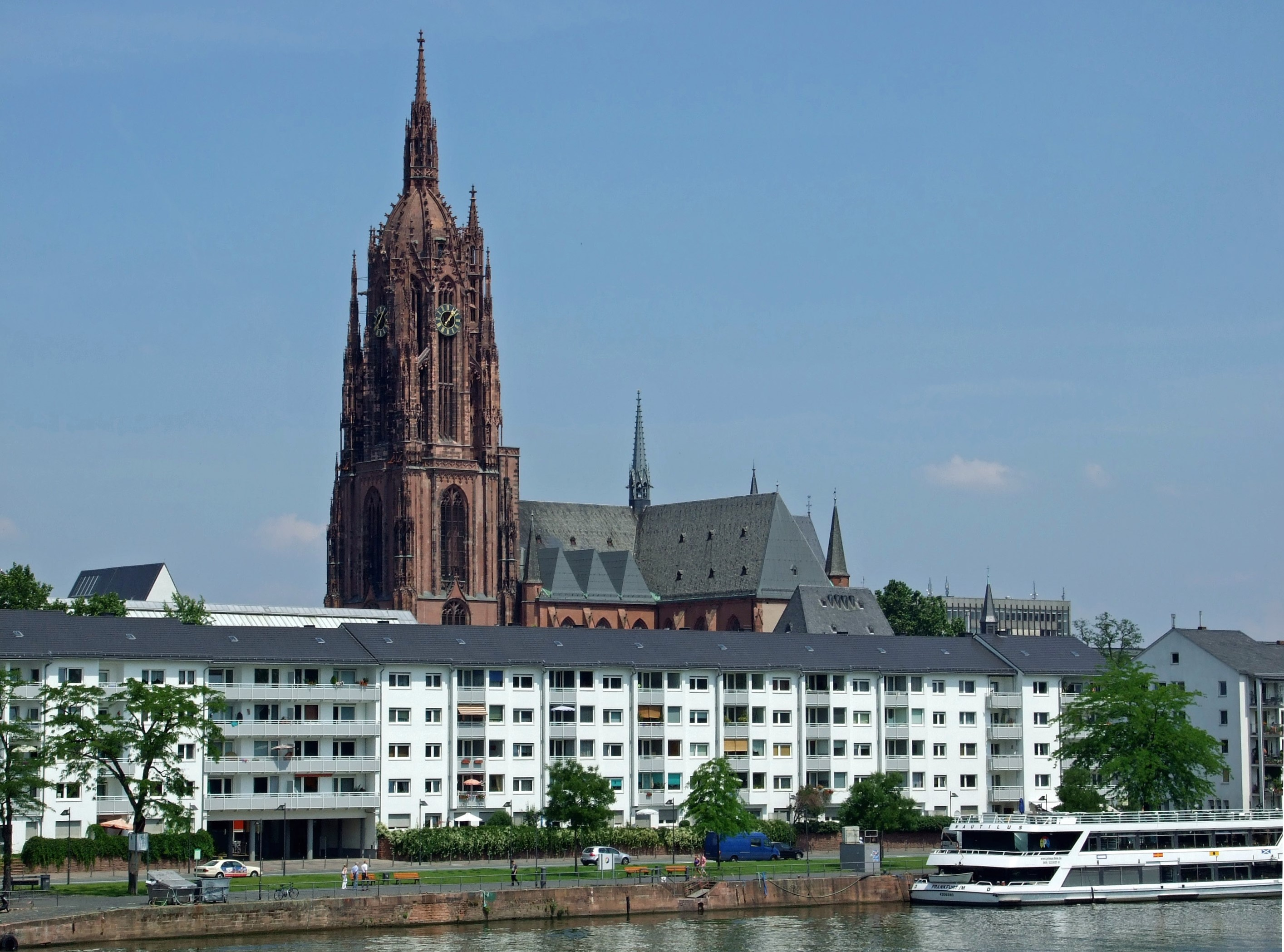
Kejsardomen sedd från Main.

Kaiserdom St. Bartholomäus ("Kejsarkatedralen St. Bartolomeus") är en medeltida hallkyrka i centrala Frankfurt am Main, byggd i gotisk stil. Det har funnits en kyrka på platsen sedan merovingisk tid, men den nuvarande kyrkan är rest under 1200– till 1400-talet. Namnet till trots har kyrkan aldrig varit en domkyrka (romersk-katolsk stiftskyrka är Limburger Dom). Dess namn kommer av den stora betydelse den hade inom det tysk-romerska riket som val- och kröningskyrka för den tysk-romerske kejsaren.

## Kyrkans betydelse

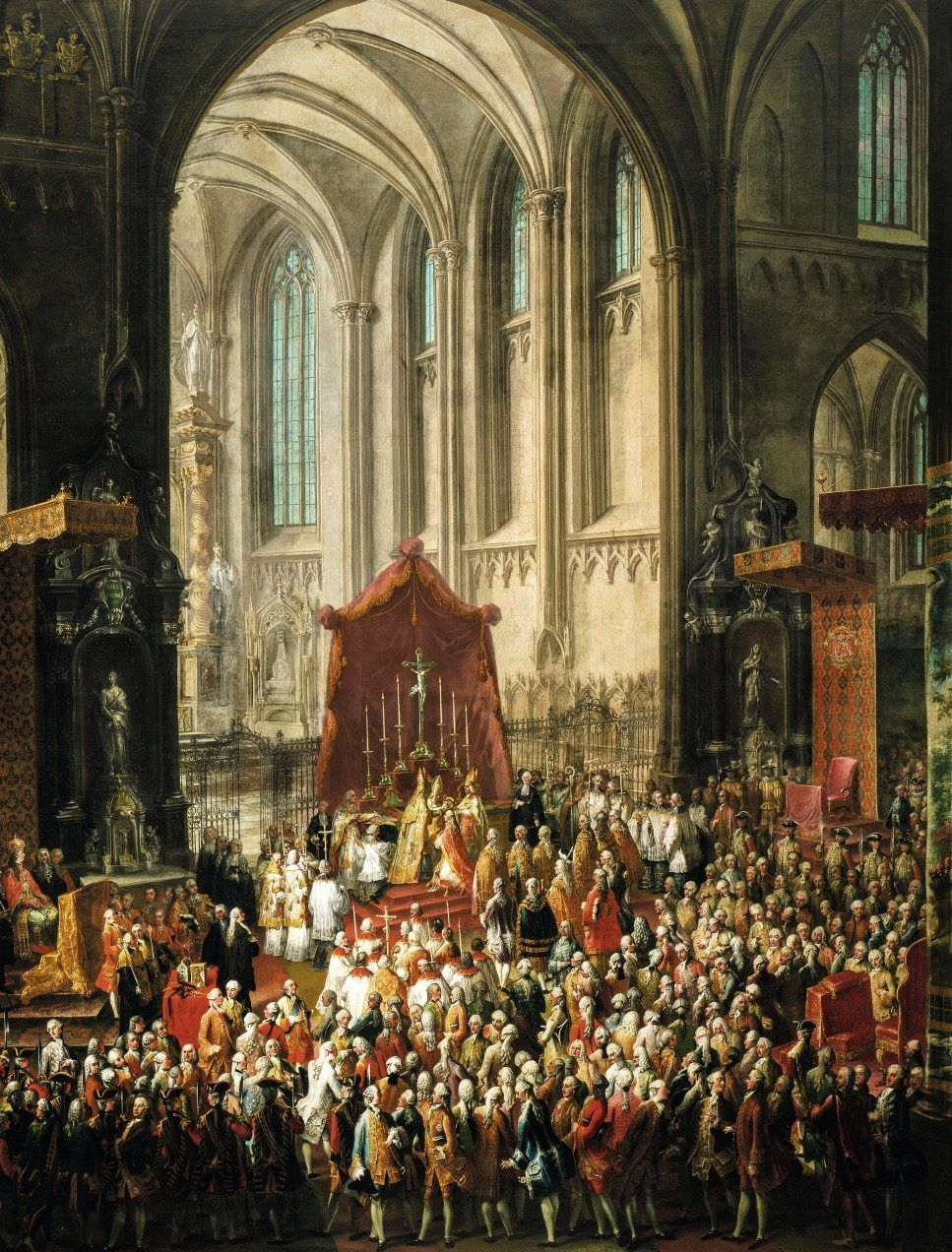
Kröningen av ärkehertig Josef (II) som tysk-romersk kung, 3 april 1764. Målning av Martin Mijtens den yngre.

År 852 grundade Ludvig den tyske det så kallades Salvatorstiftet. Från och med nu och fram till stiftets upplösning, var St. Salvator, som kejsardomen då kallades, kollegiatstiftskyrka, det vill säga den styrdes av ett kollegiatkapitel där verksamheten sköttes av kaniker. När kyrkan erhöll reliker från aposteln Bartolomeus i början av 1200-talet bytte stiftet namn och kejsardomen har sedan dess varit vigd åt honom. 
Sin stora politiska betydelse fick kyrkan efter 1356, då den gyllene bullan som utfärdades av kejsar Karl IV fastställde att den tysk-romerske kungen hädanefter skulle utses i Frankfurt. Själva valceremonin och det högtidliga tillkännagivandet av kurfurstarnas val kom nämligen att äga rum i St. Bartolomeus. Efter 1562 skedde även majoriteten av kröningarna av de tysk-romerska kejsarna i kyrkan, och fram till 1792 kröntes sammanlagt åtta kejsare och två kungar i kejsardomen. 
Under reformationstiden delades kyrkan först upp i en katolsk och en protestantisk del. Mellan 1525 och 1533 fick alltså kanikerna och de katolska borgarna finna sig i att hålla gudstjänst i koret medan resten av kyrkan reserverades för protestanterna. Mellan 1533 och 1547 var katolska gudstjänster helt förbjudna i det protestantiska Frankfurt så St. Bartolomeus var helt stängd för katoliker. 1547 gavs dock kyrkan tillbaka till St. Bartolomeusstiftet och utnyttjades därutöver av den lilla kvarvarande katolska församlingen i Frankfurt. Sista gången kyrkan var protestantisk var under den svenska ockupationen av Frankfurt mellan 1631 och 1635. 
Bartolomeusstiftet upplöstes 1803, och dess egendomar gavs till Fria staden Frankfurt.

## Byggnadshistorik

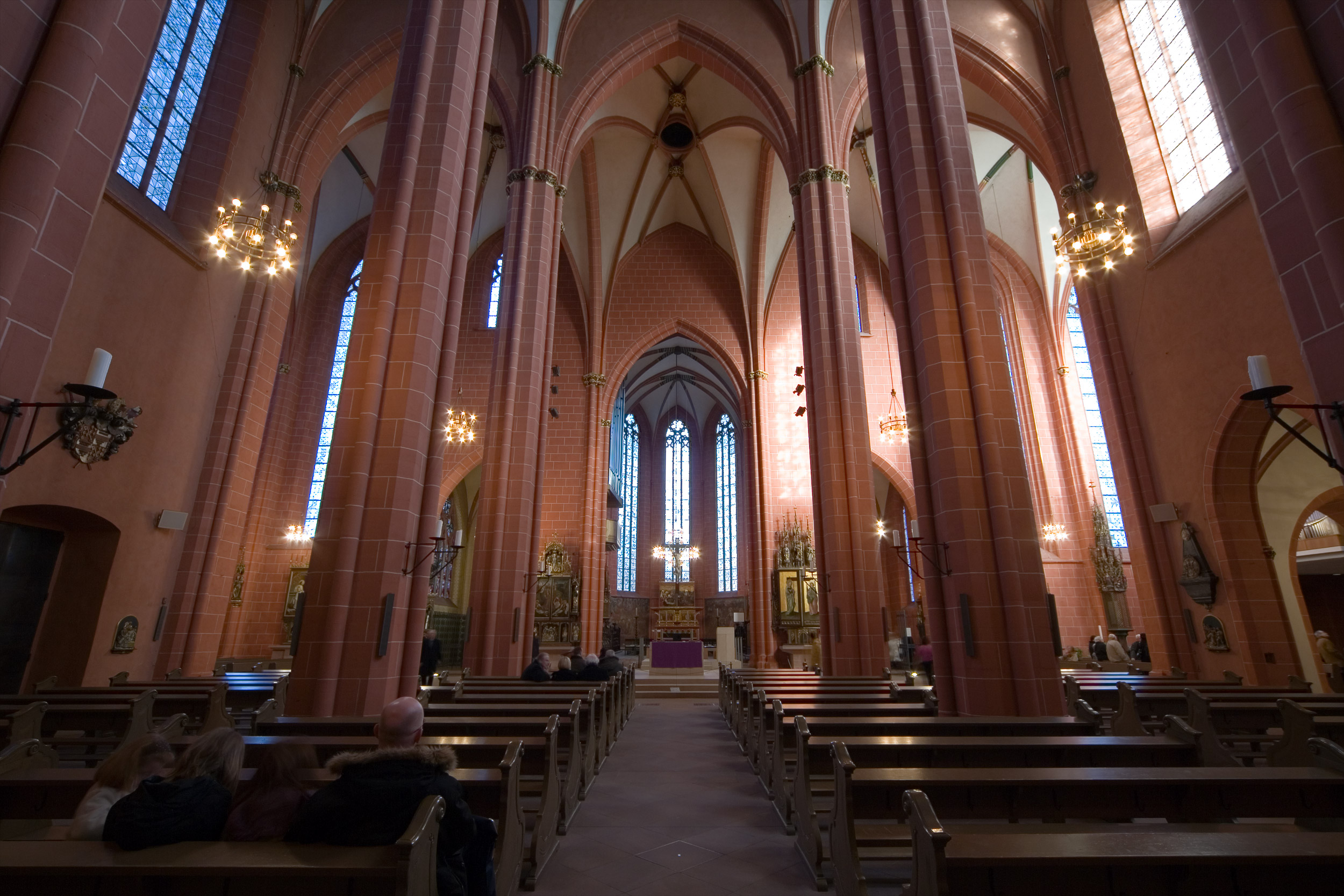
Mittskeppet. Vy mot koret.

### Tidiga byggnadsdelar
På platsen för den nuvarande kejsardomen har det tidigare stått fyra föregångare, vilka påverkat den nuvarande kyrkans grundplan men som inte till någon del är bevarade. Den fjärde kyrkan, som var sammansatt av karolingiska och romanska byggdelar, ersattes från mitten av 1200-talet och framåt med den nuvarande gotiska. 

### Gotiska ombyggnader
Mellan 1250 och 1269 ersattes det romanska långhuset med ett gotiskt. Eftersom man inte lyckades övertala ägarna till tomterna väster om kyrkan att sälja sin mark till stiftet gick det inte att utvidga långhuset åt väster. För att skapa mer plats gjorde man alltså istället sidoskeppen ovanligt breda i förhållande till mittskeppet, som behöll den grundplan den haft sedan karolingsk tid.
1315 började man riva det romanska koret och arbetena med det nuvarande höggotiska koret varade till 1349. Några år innan dess hade man rivit det gamla tvärskeppet och dagens i förhållande till långhuset mycket långa tvärskepp färdigställdes mellan 1346 och 1369. Det nya koret och tvärskeppet blev 6 meter högre än långhuset och detta glapp försvann inte förrän i slutet av 1800-talet då långhuset höjdes.
I början av 1400-talet fanns fortfarande det gradvis förfallande karolingiska västverket kvar och detta revs inte förrän 1415 för att göra plats åt det gotiska torn som kejsardomen är mest känd för. Detta torn, vars originalritning finns bevarad, ritades av stadsbyggmästaren i Frankfurt, Madern Gerthener, och består av 3 våningar. Den första och relativt outsmyckade våningen byggdes mellan 1415 och 1423. I motsats till idag låg bebyggelsen tätt intill den västra delen av kyrkan så man lade inte ned någon större möda på en representativ västportal utan byggde i stället påkostade portaler i södra och norra delen av tornet. Tornets andra våning är liksom den första kvadratisk, fastän något smalare. Den tredje våningen har istället en oktagonal grundplan och byggdes mellan slutet av 1400-talet och början av 1500-talet. På grund av finansiella problem ställdes dock arbetena in 1514 och man frångick Madern Gertheners plan på en rikt utsmyckad ovandel och avslutade den tredje våningen med en flack kupol och uteslöt den slanka lanternin han planerat. 

### Senare ombyggnader
Kyrkan renoverades 1854-1856 men redan 1867 utbröt en stor brand i kyrkan. Under denna brann de flesta inventarier upp och taket och den övre delen av tornet totalförstördes. Vid återuppbyggnaden mellan 1869 och 1877 rättade man sig efter Madern Gertheners ursprungliga plan för tornet vilken innebar att den nu fick en höjd på 94,8 m mot sina tidigare 72,5 m. De allierade bombangreppen mot Frankfurt orsakade även de stora skador på kejsardomen och reparationsarbetena varade från 1948 till 1953.

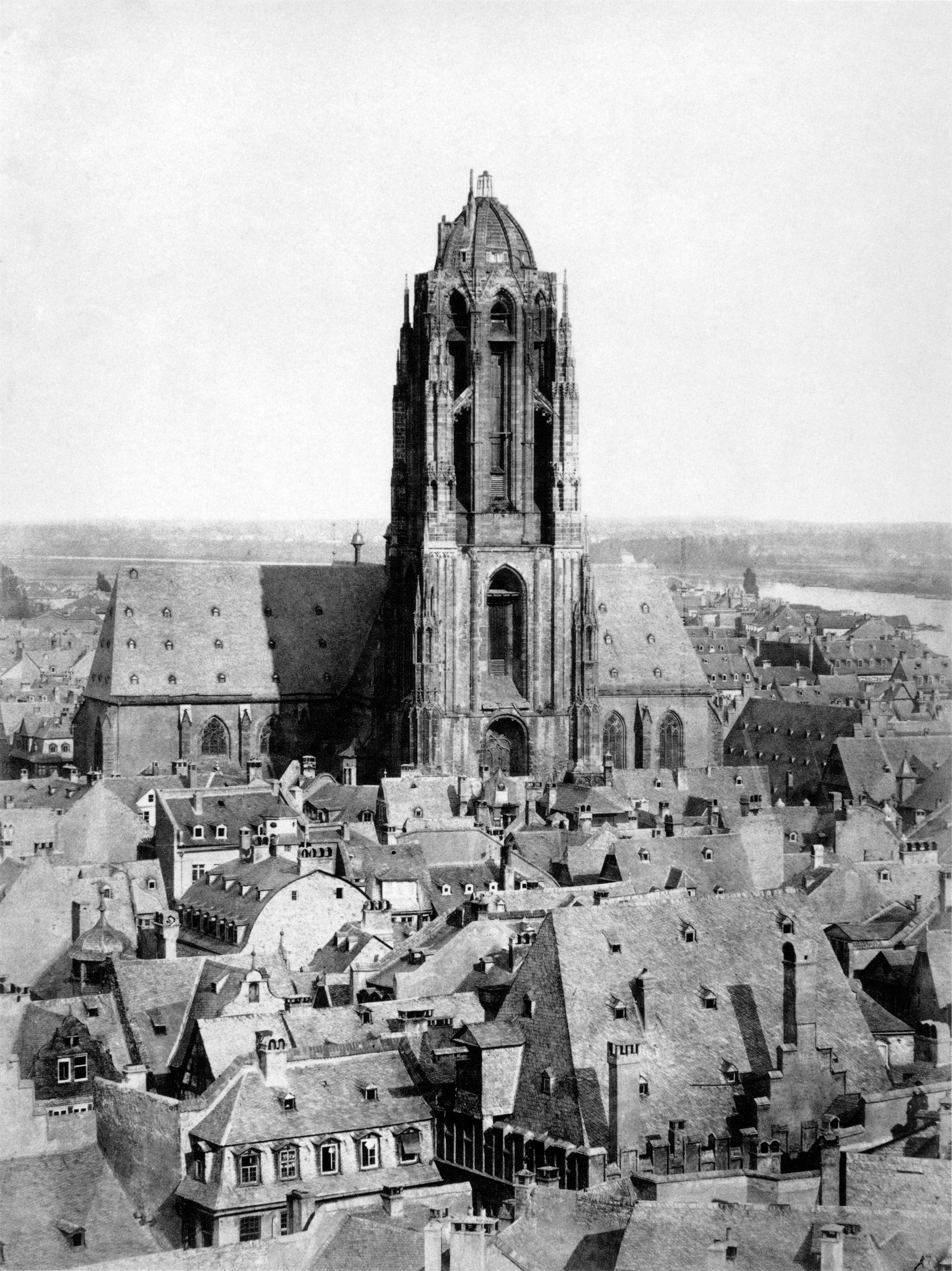
Kejsardomen. Fotografi från 1866
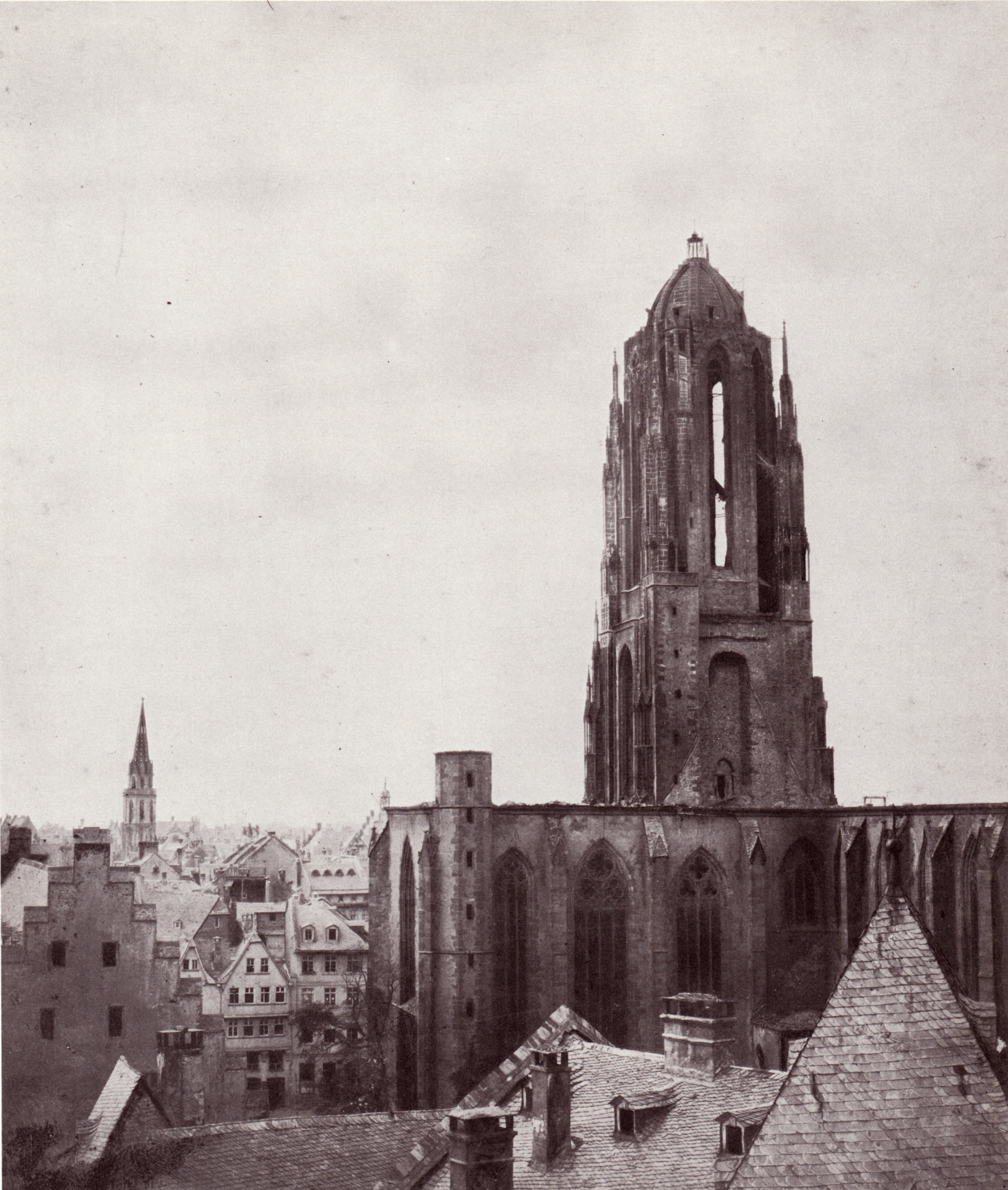
Kejsardomen efter branden 1867
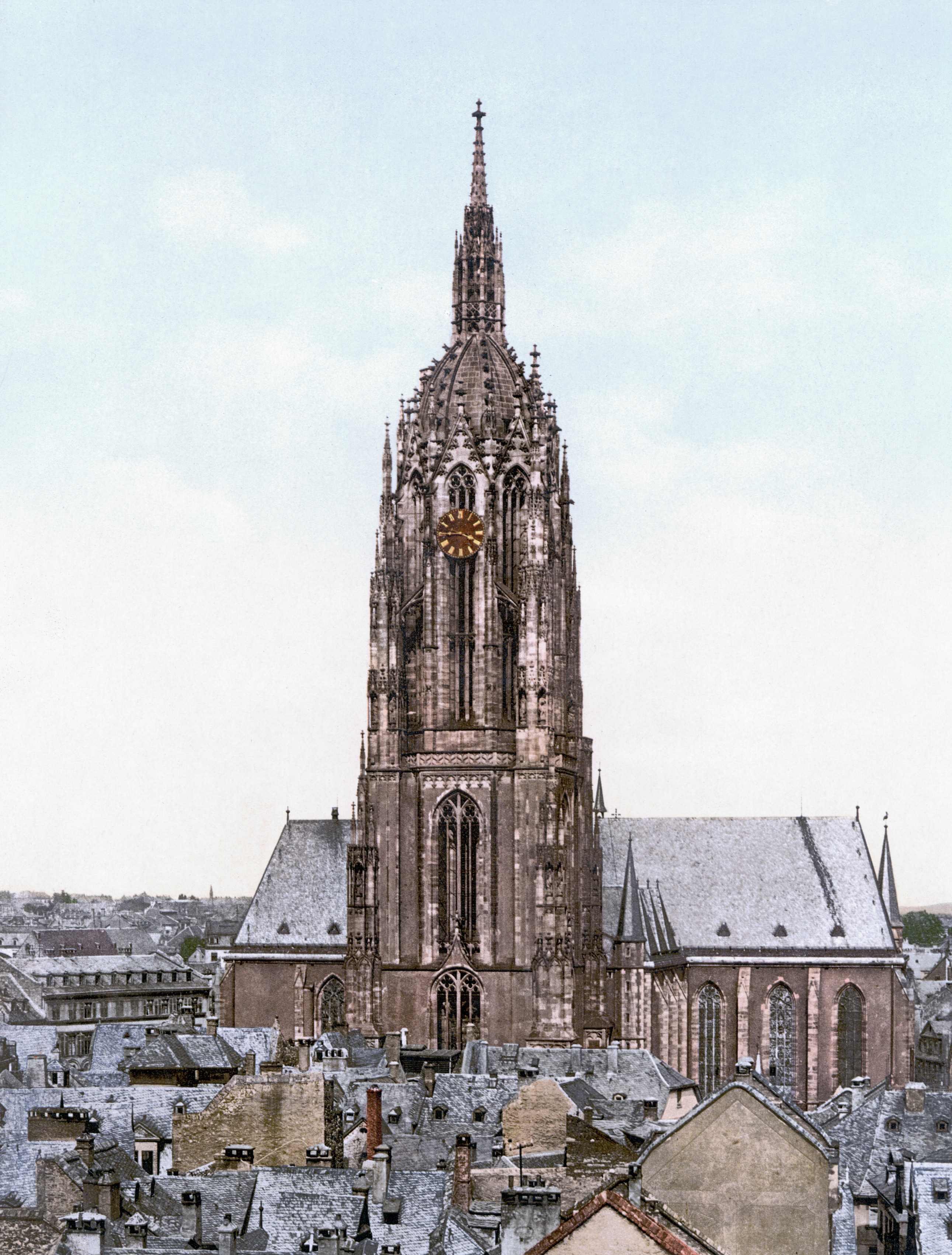
Kejsardomen. Fotografi taget mellan 1890 och 1905.
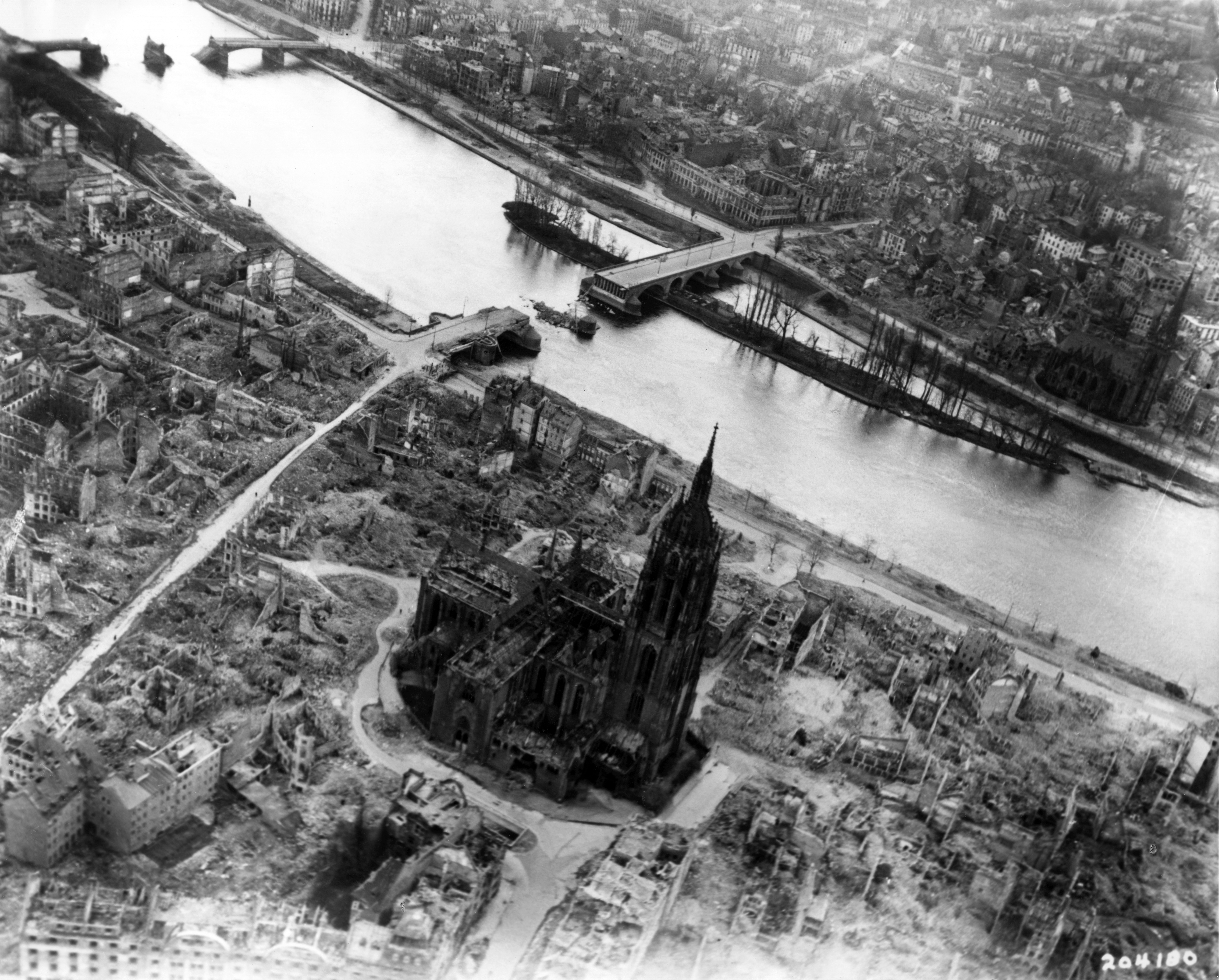
Kejsardomen 1945